# Diocese de Juína

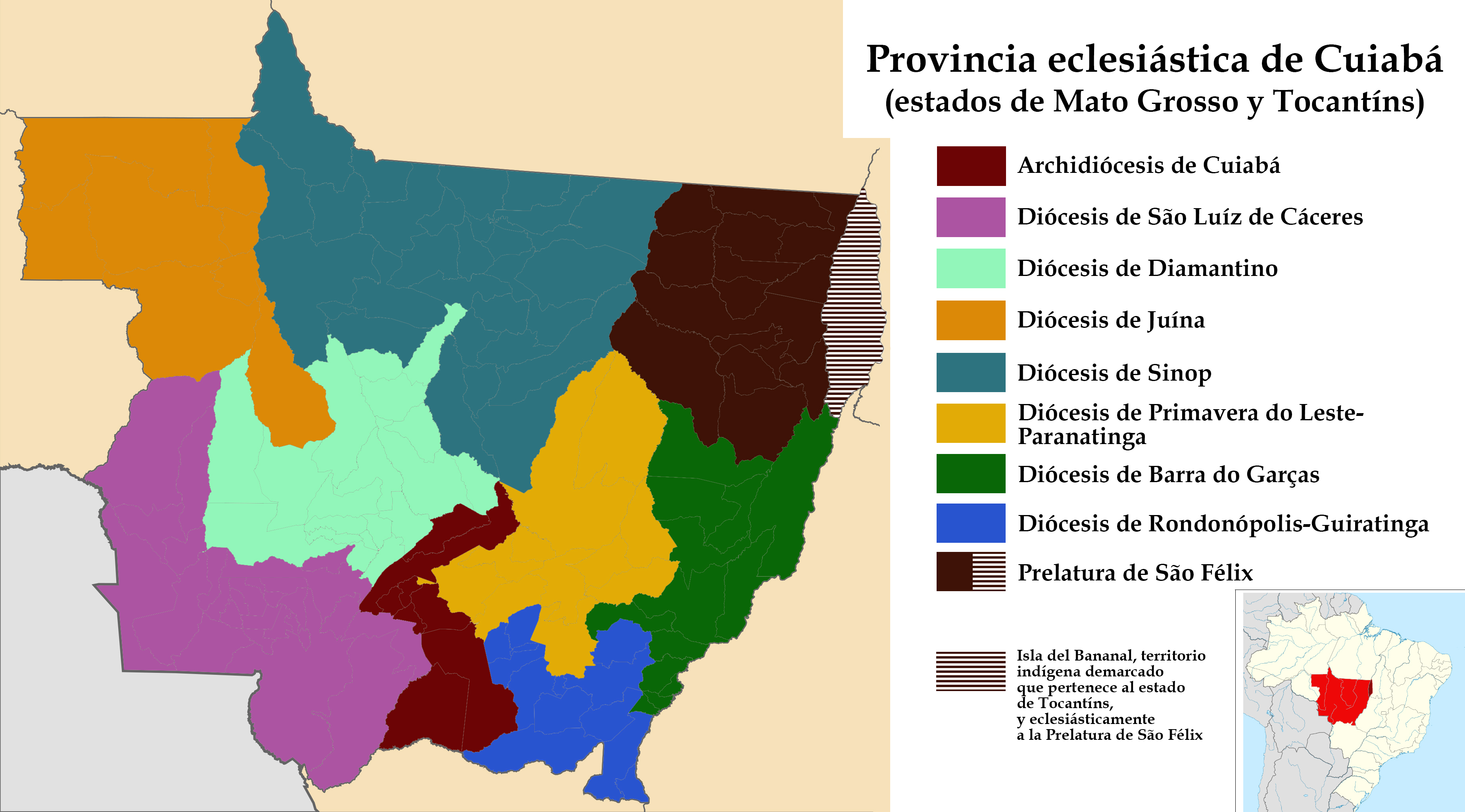
Província Eclesiástica de Cuiabá.

A Diocese de Juína (Dioecesis Iuinensis) é uma circunscrição eclesiástica da Igreja Católica no Brasil, pertencente à Província Eclesiástica de Cuiabá e ao Conselho Episcopal Regional Oeste II da Conferência Nacional dos Bispos do Brasil, sendo sufragânea da Arquidiocese de Cuiabá. A sé episcopal está na Catedral do Sagrado Coração de Jesus.

## História
A Diocese de Juína foi criada no dia 23 de dezembro de 1997 pela bula Ad Plenius Consulendum do Papa São João Paulo II. Foi desmembrada das Dioceses de Ji-Paraná e Diamantino
O primeiro Bispo da Diocese de Juína foi Dom Franco Dalla Valle, SDB, nomeado por São João Paulo II pela bula Quoniam Oportet, foi ordenado Bispo por Sua Santidade em Roma no dia 06 de Janeiro de 1998 e tomou posse da sua função de pastor desta Diocese no dia 29 de março de 1998.
Dom Franco veio para Juína com a cabeça e o coração de Pastor que contempla as necessidades desta realidade. Com o seu lema: “EVANGELIZAR”, em todos os sentidos, queria que a Igreja fosse logo cumpridora desta missão. Por todos os cantos desta Diocese, deixou sua marca. Seu desejo foi de que a evangelização fosse integral, porque via o ser humano em sua totalidade.
No dia 02 de agosto de 2007, a Igreja de Juína viveu a sua mais dolorosa experiência com a do Bispo Dom Franco Dalla Valle para a eternidade, vítima de um infarto.
Logo após a vacância o Santo Padre Bento XVI nomeou o Arcebispo da Arquidiocese de Cuiabá, Dom Milton Antônio dos Santos, como Administrador Apostólico da Diocese de Juína.
Depois da longa espera de 1 ano, 03 meses e 10 dias – no dia 12 de novembro de 2008, o Papa nomeou o novo bispo Dom Neri José Tondello, que tomou posse da Diocese de Juína no dia 15 de fevereiro de 2009.

## Bispos
Administração local:
|                          | Nome                              | Período   | Notas               |
| Bispos                   | Bispos                            | Bispos    | Bispos              |
| ------------------------ | --------------------------------- | --------- | ------------------- |
| 2º                       | Neri José Tondello                | 2009-     | Atual               |
| 1º                       | Franco Dalla Valle, S.D.B.        | 1997-2007 |                     |
| Administrador Apostólico |                                   |           |                     |
|                          | Mílton Antônio dos Santos, S.D.B. | 2007-2009 | Arcebispo de Cuiabá |